# Bianca Giovanna Sforza
Bianca Giovanna Sforza (ur. 1482 w Mediolanie, zm. 23 listopada 1496 tamże) – córka księcia mediolańskiego Ludovica Sforzy i jego konkubiny Bernardiny de Corradis.

## Życiorys
Jako jedyna córka mediolańskiego władcy Bianca była jego ukochanym dzieckiem. Wychowywana była na dworze Sforzów w Mediolanie. W 1489 ojciec Bianki obiecał jej rękę Galeazzowi Sanseverinowi, mianując go przy tej okazji kapitanem mediolańskiej armii. Małżeństwo zostało zawarte rok później, 10 stycznia 1490 na zamku w Mediolanie, aczkolwiek z uwagi na młody wiek Bianki do faktycznego dopełnienia małżeństwa doszło dopiero kilka lat później. Z okazji ślubu córki Ludovico obdarował Biankę posiadłością ziemską w Vogherze. 
W listopadzie 1496 Bianca Giovanna nagle zachorowała i 23 dnia tego miesiąca o godzinie 5:00 zmarła w wieku zaledwie czternastu lat. Śmierć Bianki zbiegła się ze śmiercią dwojga innych nieślubnych dzieci Sforzy, Galeazza i Leone, co pogrążyło księcia w jeszcze większej rozpaczy. 
Bianca Giovanna Sforza była kilkakrotnie portretowana przez włoskich artystów. Najbardziej znanym portretem Bianki jest obraz Leonarda da Vinci La Bella Principessa (pochodzący prawdopodobnie z egzemplarza Sforziady, znajdującego się obecnie w Bibliotece Narodowej w Warszawie), przedstawiający księżniczkę w wieku trzynastu lat. Ten sam egzemplarz Sforziady zawiera miniaturę autorstwa Giovanniego Pietro Birago, na której postać Bianki symbolizowana jest przez ciemnoskórą dziewczynkę w stylu putto, trzymającą za rękę postać symbolizującą jej męża Galeazzo Sanseverino .